# Orchis brancifortii
Espèce
Statut de conservation UICN

 LC  : Préoccupation mineure
Orchis brancifortii est une espèce d'orchidées endémique de la Sardaigne, de la Sicile et du sud de l'Italie.